# Ypérite (Theuninck)
Pour l'arme chimique, voir Ypérite.
Ypérite est un tableau du peintre belge Jan Theuninck peint en 2004.
Le tableau est une peinture acrylique qui symbolise les horreurs de la guerre chimique et les milliers de morts sur les champs de bataille (l'ypérite est un composé chimique qui a été particulièrement utilisé comme arme chimique pendant la Première Guerre mondiale).